# Artem Pyvovarov
Artem Volodymyrovyč Pyvovarov, conosciuto come Artem Pyvovarov (in ucraino Артем Володимирович Пивоваров?; Vovčans'k, 28 giugno 1991), è un cantante ucraino.

## Biografia
Originario di Vovčans'k e diplomatosi presso la Nacional'na akademija mis'koho hospodarstva di Charkiv, ha pubblicato il suo primo album in studio Okean nel 2015, che ha trovato scarso successo commerciale.
Moja nič, uscita due anni dopo, è divenuta la sua prima hit radiofonica in Ucraina secondo la Tophit, trascorrendo circa un anno in classifica. Sempre nel 2017 ha messo in commercio i dischi Stichija vody e Stichija ognja, esibendosi al festival Atlas Weekend di Kiev.
È stato candidato per il suo primo M1 Music Award nel 2019 grazie al singolo No.1, occasione nella quale ha perso nei confronti di Mélovin. Il suo quinto album, Zemnoj, è arrivato nel novembre 2019.
Il singolo Dežavju, vincitore dello YUNA alla miglior canzone, è divenuto il brano più celebre dell'artista a livello nazionale, conquistando il vertice della graduatoria per svariate settimane e il 20º posto di quella di fine 2020. Un risultato simile è stato eguagliato da Randevu, poiché anch'esso ha raggiunto la testa della hit parade.

## Discografia

### Album in studio
- 2015 – Okean
- 2016 – Kosmos
- 2017 – Stichija vody
- 2017 – Stichija ognja
- 2019 – Zemnoj
- 2023 – Tvoï virši, moï noty I
- 2024 – Tvoï virši, moï noty II

### EP
- 2017 – Gorodskie sluchi (con Miša Krupin)

### Raccolte
- 2022 – The Best (UA)
- 2024 – The Best

### Singoli
- 2016 – Sobiraj menja
- 2016 – Stichija
- 2016 – Delaj svoe delo (feat. Ne Ljudi)
- 2017 – Na glubine
- 2017 – Govori
- 2017 – Kislorod
- 2017 – Moja nič
- 2018 – Polnolunie
- 2018 – Provincial'nyj
- 2018 – Vidčuj
- 2018 – Mimo menja
- 2018 – Karma
- 2019 – No.1
- 2019 – V každom iz nas (feat. Jolka)
- 2019 – 2000
- 2020 – Proud/Dom (con Mišel' Andrade)
- 2020 – Dežavju
- 2020 – Kislorod
- 2020 – VidZoriDoZori
- 2021 – Randevu
- 2021 – Miraž
- 2022 – Majbutnist' (con i Kalush)
- 2022 – Radisno (con Lilu45)
- 2022 – Do vesny (con Zlata Ohnjevič)
- 2022 – Dumy (con Dorofjejeva)
- 2022 – Oj na hori
- 2022 – Tišsja (con Ol'ha Poljakova)
- 2022 – Ljuli-ljuli (con Al'ona Al'ona)
- 2022 – Tam u topoli (con NK)
- 2022 – Manifest
- 2023 – Mova vitru (con Chrystyna Solovij)
- 2023 – V kožnomu z nas
- 2023 – Oči (con i Quest Pistols)
- 2023 – Ljublju (con Maša Jefrosinina)
- 2023 – Ty znaješ, ščo ty ljudyna
- 2024 – O, panno! (feat. Durnjev, Levy na Džipi & Kucevalov)
- 2024 – Baraban (con Klavdija Petrivna)
- 2024 – Nič jaka misjačna (con Kola)
- 2024 – S'ohodni (con gli Onuka)
- 2024 – Tak nichto ne kochav (con Maks Bars'kych)
- 2025 – Pidmanula (con la Kalush Orchestra e The Vusa)
- 2025 – Terpy (con SadSvit)

## Filmografia
- Najkrašči vychidni, regia di Vladyslav Klymčuk (2022)